# Немский район
Не́мский райо́н — административно-территориальная единица (район) на юго-востоке Кировской области России. В рамках организации местного самоуправления в границах района существует муниципальное образование Немский муниципальный округ (с 2004 до 2021 гг. — муниципальный район).
Административный центр — посёлок городского типа Нема.

## География
Район граничит на севере и северо-востоке с Богородским и Унинским районами, на юго-востоке и юге — с Уржумским и Кильмезским, на западе — с Нолинским и Сунским районами Кировской области, на востоке — с Удмуртской Республикой.
Площадь территории — 2158 км². Основные реки — Немда и её притоки.

## История
Заселение Немской земли началось в середине XVII века.
До установления советской власти территории Архангельской, Васильевской, Ильинской, Мальканской, Немской, Соколовской волостей и части Рыбаковской волости входили в состав Нолинского уезда Вятской губернии. Постановлением ВЦИК РСФСР от 24 мая 1924 года было проведено укрупнение территорий волостей. В состав территории укрупненной Немской волости вошла территория Васильевской, Мальканской, Немской и Соколовской волостей. По территориальному расположению укрупненная Немская волость вошла в состав Нолинского уезда Вятской губернии.
14 января 1929 года в соответствии с постановлением Президиума ВЦИК РСФСР «О переходе от губернского, уездного и волостного деления к краевому, областному, окружному и районному делению» Немская волость была упразднена и образован Немский район в составе Нолинского округа Нижегородского края. С 1934 года район — в составе Кировского края, с 1936 года — Кировской области.
30 сентября 1955 года к Немскому району были присоединены части территорий упразднённых Кырчанского и Порезского районов.
14 ноября 1959 года Немский район был упразднен, вся его территория перешла в состав территории Нолинского района, а 30 декабря 1966 года был вновь образован.

## Население
| 1939   | 1970    | 1979    | 1989    | 2002  | 2009  | 2010  | 2011  | 2012  |
| ------ | ------- | ------- | ------- | ----- | ----- | ----- | ----- | ----- |
| 24 281 | ↘13 234 | ↘12 187 | ↘11 452 | ↘9937 | ↘9271 | ↘7983 | ↘7959 | ↘7772 |
| 2013   | 2014    | 2015    | 2016    | 2017  | 2018  | 2019  | 2020  | 2021  |
| ↘7558  | ↘7353   | ↘7251   | ↘7074   | ↘6928 | ↘6715 | ↘6523 | ↘6331 | ↘5991 |

### Урбанизация
Городское население (пгт Нема) составляет  51,03 % от всего населения района (округа).

## Населённые пункты
В Немском районе (муниципальном округе) 48 населённых пунктов, в том числе один городской (рабочий посёлок) и 47 сельских населённых пунктов.
| №  | Населённый пункт | Тип     | Население | Бывшее муниципальное образование |
| -- | ---------------- | ------- | --------- | -------------------------------- |
| 1  | Нема             | пгт     | ↘3057     | Немское городское поселение      |
| 2  | Арское           | село    | 47        | Немское городское поселение      |
| 3  | Архангельское    | село    | 1082      | Архангельское сельское поселение |
| 4  | Барановщина      | деревня | 17        | Архангельское сельское поселение |
| 5  | Берёзовка        | посёлок | 39        | Немское городское поселение      |
| 6  | Большие Пальники | деревня | ↘22       | Немское сельское поселение       |
| 7  | Бриткино         | деревня | 19        | Немское городское поселение      |
| 8  | Васильевское     | село    | 392       | Архангельское сельское поселение |
| 9  | Вахруши          | деревня | 10        | Немское городское поселение      |
| 10 | Верхорубы        | деревня | 118       | Немское городское поселение      |
| 11 | Вишневка         | деревня | ↗45       | Немское сельское поселение       |
| 12 | Воронец          | деревня | →0        | Немское сельское поселение       |
| 13 | Ворончихино      | деревня | 6         | Немское городское поселение      |
| 14 | Городище         | деревня | 312       | Архангельское сельское поселение |
| 15 | Дымково          | деревня | 0         | Архангельское сельское поселение |
| 16 | Еловщина         | деревня | 0         | Немское городское поселение      |
| 17 | Жгули            | деревня | 0         | Архангельское сельское поселение |
| 18 | Зуи              | деревня | →0        | Немское сельское поселение       |
| 19 | Ильинское        | село    | ↘421      | Ильинское сельское поселение     |
| 20 | Ключи            | деревня | 8         | Архангельское сельское поселение |
| 21 | Козиха           | деревня | →0        | Немское сельское поселение       |
| 22 | Козлянка         | деревня | ↘13       | Немское сельское поселение       |
| 23 | Колобово         | село    | ↘109      | Немское сельское поселение       |
| 24 | Коновалово       | деревня | 0         | Немское городское поселение      |
| 25 | Копнята          | деревня | ↘27       | Немское сельское поселение       |
| 26 | Крестьянка       | деревня | →11       | Немское сельское поселение       |
| 27 | Кривая Дуброва   | деревня | 0         | Архангельское сельское поселение |
| 28 | Кукмары          | деревня | 1         | Архангельское сельское поселение |
| 29 | Марково          | село    | ↘150      | Немское сельское поселение       |
| 30 | Маслова Дуброва  | деревня | 0         | Архангельское сельское поселение |
| 31 | Медкоедово       | деревня | →5        | Немское сельское поселение       |
| 32 | Михино           | деревня | 9         | Немское городское поселение      |
| 33 | Незамаи          | деревня | 164       | Немское городское поселение      |
| 34 | Николаевка       | деревня | 12        | Немское городское поселение      |
| 35 | Печище           | деревня | 5         | Архангельское сельское поселение |
| 36 | Письман          | деревня | 7         | Немское городское поселение      |
| 37 | Прокошево        | деревня | 13        | Немское городское поселение      |
| 38 | Рагозы           | деревня | →0        | Немское сельское поселение       |
| 39 | Светополье       | село    | →0        | Немское сельское поселение       |
| 40 | Слудка           | деревня | 99        | Архангельское сельское поселение |
| 41 | Слудка           | деревня | ↘220      | Немское сельское поселение       |
| 42 | Соколово         | село    | 255       | Архангельское сельское поселение |
| 43 | Сосновица        | деревня | 55        | Архангельское сельское поселение |
| 44 | Сысоево          | деревня | 25        | Архангельское сельское поселение |
| 45 | Талик            | деревня | 3         | Архангельское сельское поселение |
| 46 | Черезы           | деревня | 193       | Архангельское сельское поселение |
| 47 | Шаши             | деревня | ↗50       | Немское сельское поселение       |
| 48 | Шипишник         | деревня | 23        | Архангельское сельское поселение |

## Муниципальное устройство
В рамках организации местного самоуправления в границах района функционирует Немский муниципальный округ (с 2004 до 2021 года — муниципальный район).
В конце 2004 года в образованном муниципальном районе были созданы 9 муниципальных образований, в том числе 1 городское и 8 сельских поселений (в границах сельских округов).
Законом Кировской области от 5 июля 2011 года был упразднён ряд сельских поселений: Васильевское, Городищенское и Соколовское сельские поселения (включены в Архангельское); а также Колобовское, Марковское и Слудское сельские поселения (объединены в Немское сельское поселение с административным центром в деревне Слудка).
С 2011 до конца 2020 года муниципальный район включал 4 муниципальных образования, в том числе 1 городское и 3 сельских поселения:
| № | Муниципальное образование        | Административный центр | Количество населённых пунктов | Население (чел.) |
| - | -------------------------------- | ---------------------- | ----------------------------- | ---------------- |
| 1 | Немское городское поселение      | пгт Нема               | 14                            | ↘3306            |
| 2 | Архангельское сельское поселение | село Архангельское     | 18                            | ↘1845            |
| 3 | Ильинское сельское поселение     | село Ильинское         | 1                             | ↘421             |
| 4 | Немское сельское поселение       | деревня Слудка         | 15                            | ↘419             |

К январю 2021 года муниципальный район и все входившие в его состав городское и сельские поселения были упразднены и объединены в муниципальный округ. В административном районе упразднены сельские округа (в границах которых и существовали сельские поселения).

## Председатели райисполкома
С 1929 по 1991 годы в райисполкоме председательствовали:
| Ф. И. О.                                 | Время замещения должности  |
| ---------------------------------------- | -------------------------- |
| Перевозчикова Вера Андреевна             | июль 1929 – июль 1930      |
| Репин Алексей Харлампович (Харлампиевич) | август 1930 – январь 1932  |
| Минеев Василий Алексеевич                | февраль 1932 – ноябрь 1933 |
| Воеводин Зот Григорьевич                 | декабрь 1933 – ноябрь 1934 |
| Антипанов Михаил Николаевич              | ноябрь 1934 – октябрь 1936 |
| Сапожников Николай Георгиевич            | октябрь 1936 – ноябрь 1942 |
| Якурнов Дмитрий Филимонович              | ноябрь 1942 – февраль 1944 |
| Меринов Николай Никонович                | февраль 1944 – июль 1946   |
| Шамриков Александр Константинович        | июль 1946 – июнь 1949      |
| Сенников Никон Михайлович                | июнь 1949 – август 1952    |
| Кропачев Григорий Георгиевич             | август 1952 – март 1957    |
| Тепишкина Юлия Григорьевна               | март 1957 – июль 1959      |
| Винокуров Юрий Сергеевич                 | июль – ноябрь 1959         |
| Порубов Михаил Иванович                  | январь 1967 – ноябрь 1972  |
| Смирнов Владимир Иванович                | ноябрь 1972 – апрель 1981  |
| Истомин Анатолий Егорович                | апрель 1981 – декабрь 1991 |

## Экономика
Земли сельскохозяйственного значения составляют 82,3 тыс. га, земли, занятые под населенными пунктами 7,2 тыс. га, лесного фонда — 123,1 тыс.га.
Протяженность автомобильных дорог 240 км, из них с твердым покрытием 182,3 км, в том числе с асфальтобетонным — 77,3 км.
Площадь района составляет 2158 квадратных километров, общая площадь сельскохозяйственных угодий — 82 344 га, в том числе пашни — 66 040 га, пастбищ — 11 304 га, сенокосов — 4652 га. Площадь лесов — 123 091 га.

## Достопримечательности
Каменным храмам XVIII века более двухсот лет. В восьми сёлах на территории района были построены церкви, неразрушенными остались четыре: в селе Соколове, приспособленная под дом культуры, действующие — в сёлах Васильевском, Ильинском и Архангельском.

## Известные уроженцы
Известными уроженцами Немского района являются:
- Иринарх (Вологжанин) (1886—1973) — старообрядческий епископ Киевский и Одесский;
- Костров, Николай Иванович (1901—1996) — художник;
- Кропачёв, Михаил Матвеевич (1902—1972), генерал-майор;
- Масленников, Николай Петрович (1920—2001) — Герой Советского Союза;
- Мелетий (1835—1900) — епископ, местночтимый святой;
- Ожегов, Матвей Иванович (1860—1934) — поэт;
- Рябов, Сергей Петрович (род. в 1925 г.) — генерал-майор, участник Великой Отечественной войны;
- Фоминых, Николай Фёдорович (1923—1943) — Герой Советского Союза;
- Широков, Александр Александрович (род. 1923 г.), полный кавалер орденов Славы;
- Шумилов, Евгений Николаевич (род. в 1951 г.) — историк-медиевист.